# Païdouguina
La Païdouguina (en russe : Пайдугина) est une rivière de Russie qui coule dans l'oblast de Tomsk en Sibérie occidentale. C'est un affluent de la 
Ket en rive droite, donc un sous-affluent de l'Ob.

## Géographie
Son bassin a une superficie de 8 790 km2 (surface de taille plus ou moins équivalente à celle d'un gros département français).
Son débit moyen à la confluence est de 65 m3/s
La Païdouguina naît dans la partie orientale de la plaine de Sibérie occidentale, au nord-est de l'Oblast de Tomsk, non loin de la limite avec la région autonome des Khantys-Mansis. Elle est à sa naissance l'émissaire d'un petit lac de 6,3 km2, le lac Okouniovoï. La rivière coule dans une région recouverte par la taïga. Dès le début, elle adopte la direction nord-est/sud-ouest, direction qu'elle maintient grosso modo jusqu'à la fin de son parcours.
Son cours est assez sinueux, comportant de nombreux méandres. La Païdouguina reçoit des deux côtés une série de petits ruisseaux et de moyennes rivières tout au long de son parcours. 
Elle traverse des régions fort peu habitées et peu hospitalières. En hiver, il y fait glacial, la température pouvant descendre sous les −40 °C. En été au contraire, elle peut dépasser 35 °C. 
La  Païdouguina finit par se jeter dans la Ket en rive droite, à quelque 10 kilomètres en amont de la localité de Narym et à peu de distance de l'embouchure de la Ket dans l'Ob.

## Gel - Navigabilité
La Païdouguina est habituellement prise par les glaces depuis la deuxième quinzaine d'octobre ou la première quinzaine de novembre, jusqu'à la fin du mois d'avril ou au début du mois de mai.
Elle est navigable sur 182 km en amont de son embouchure (jusqu'au secteur de Beriozovka)

## Hydrométrie - Les débits à Borky
Le débit de la Païdouguina a été observé pendant 8 ans (durant la période 1966 à 1974) à Borky, petite localité située à 97 kilomètres de son confluent avec la Ket. 
Le débit inter annuel moyen ou module observé à Borky sur cette période était de 62,0 m3/s pour une surface de drainage prise en compte de 7 650 km2, soit plus ou moins 87 % de la totalité du bassin versant de la rivière qui en compte 8 790.
La lame d'eau écoulée dans cette partie du bassin atteint ainsi le chiffre de 256 millimètres par an, ce qui peut être considéré comme assez élevé dans le contexte du bassin de l'Ob, caractérisé par un écoulement assez modéré. 
Cours d'eau alimenté avant tout par la fonte des neiges, la Païdouguina a un régime nivo-pluvial. 
Les hautes eaux se déroulent au printemps, en mai et en juin, ce qui correspond au dégel et à la fonte des neiges. Dès le mois de juillet, le débit baisse fortement, mais reste toujours bien soutenu tout au long du reste de l'été et de l'automne.
Au mois de novembre, le débit de la rivière faiblit à nouveau, ce qui mène à la période des basses eaux. Celle-ci a lieu de décembre à avril inclus. 
Le débit moyen mensuel observé en mars (minimum d'étiage) est de 20,9 m3/s, soit plus de 9 % du débit moyen du mois de juin (180 m3/s), ce qui souligne l'amplitude assez modérée des variations saisonnières, du moins dans le cadre sibérien où les écarts sont souvent très importants. Ces écarts de débit mensuel peuvent cependant être plus marqués d'après les années : sur la durée d'observation de 8 ans, le débit mensuel minimal a été de 16,6 m3/s en mars 1968 et mars 1969, tandis que le débit mensuel maximal s'élevait à 300 m3/s en mai 1971.
En ce qui concerne la période libre de glaces (de mai à septembre inclus), le débit minimal observé à la station de Beriozovka (à 177 km de son embouchure) a été de 19,8 m3/s en septembre 1955, ce qui restait plus que confortable.  